# Továbbítás (objektumorientált programozás)
Az objektumorientált programozásban a továbbítás azt jelenti, hogy egy objektum egy tagjának (akár tulajdonságnak, akár egy metódusának) a használata azt eredményezi, hogy egy másik objektum megfelelő tagját használjuk valójában: egy másik objektumnak átadjuk a használatot. Az átirányítást számos tervezési mintában használják, ahol egyes tagokat egy másik objektumnak továbbítanak, míg másokat a közvetlenül használt objektum kezel. A továbbító objektumot gyakran csomagoló objektumnak nevezik, az explicit továbbító tagokat pedig csomagoló funkciónak.

## Delegálás
A továbbítást gyakran összekeverik a delegálással; formálisan ezek kiegészítő fogalmak. Mindkét esetben két objektum létezik, és az első (küldő, csomagoló) objektum a második (fogadó, csomagolandó) objektumot használja, például egy metódus meghívására. Különböznek abban, hogy mi utal önmagára a fogadó objektumra (formálisan a metódus kiértékelési környezetében a fogadó objektumra): átruházáskor a küldő objektumra, míg továbbításkor a fogadó objektumra utal. Vegyük figyelembe, hogy a "self" kulcsszó gyakran implicit módon van használva a dinamikus továbbítás részeként (metódus felbontása: melyik funkcióra utal a metódus neve).
|  | „A továbbítás és a delegálás közötti különbség a saját paraméterek összekötésében van, amikor a csomagolandót a csomagolón keresztül hívják meg. Delegálással a saját paraméter a csomagolóhoz van kötve, továbbításnál pedig a csomagolandóhoz. A továbbítás az automatikus üzenetküldés egy formája; a delegálás az öröklés egy formája, amelyben a szülő (ősosztály) összekötése futási időben történik, nem pedig az összeállítási/összekapcsolási időben, mint a „normál” öröklésnél. ” |
|  | |

Például, adott a következő kód:
```
// Sender

void
 
n
()
 
{

  
print
(
"n1"
);

}

// Receiver

void
 
m
()
 
{

  
print
(
"m2, "
);
 
n
();

}

void
 
n
()
 
{

  
print
(
"n2"
);

}

```

delegáláskor ez m2 és n1 kimenetet eredményez, mivel az n()értékét az eredeti (küldő) objektummal összefüggésben értékeli ki, míg a továbbítás alatt ez m2, n2 kimenetet eredményez mert n() a fogadó objektummal összefüggésben van kiértékelve.
Általános használat esetén a továbbítást gyakran "delegálásnak" nevezik, vagy átruházásnak tekintik, ám gondos használat esetén egyértelműen megkülönböztető, hogy a "self" mire utal. Míg a delegálás hasonlít az örökléshez, lehetővé téve a működésen alapuló újrafelhasználást (és konkrétan a kód újrafelhasználását) anélkül, hogy megváltoztatná a környezetét. A továbbítás hasonló a kompozícióhoz, mivel a végrehajtás csak a fogadó objektumtól függ, és nem az (eredeti) küldő objektumtól. Mindkét esetben az újrafelhasználás dinamikus, vagyis futási időben meghatározott (az objektum alapján, amelyre a felhasználást átruházzák vagy továbbítja), nem pedig statikus, azaz a fordítási időben meghatározott (az az osztály alapján, amelytől örökölt). Az örökléshez hasonlóan a delegálás lehetővé teszi a küldő objektum számára az eredeti viselkedés módosítását, de érzékeny a alaposztályhoz hasonló problémákra. A továbbítás erősebb beágyazást biztosít és elkerüli ezeket a problémákat, lásd az objektum-összetételt az öröklés felett.

## Példák
Az explicit továbbítás egyszerű példája Java-ban: a Bpéldány továbbítja a hívásokat a foo metódus a mezőjének:
```
class
 
B
 
{

    
A
 
a
;

    
T
 
foo
()
 
{
 
return
 
a
.
foo
();
 
}

}

```

Vegyük figyelembe, hogy az  a.foo() végrehajtásakor a  this objektum egy  a (A altípusa), nem pedig az eredeti objektum (B példánya). Ezenkívül a -nak nem feltétlenül kell az A példányának lennie: lehet egy altípus példánya is. Valójában, A -nak nem is kell osztálynak lennie: lehet interfész.
Az örökléssel ellentétben, amelyben a fooértéket egy A szuperosztályban definiálják (amelynek osztálynak kell lennie, nem interfésznek), és amikorB, alosztály példányára hívják, akkor az  A-ban definiált kódot használja, de ez az objektum még mindig B példánya:
```
class
 
A
 
{

    
T
 
foo
()
 
{
 
/* ... */
 
};

}

class
 
B
 
extends
 
A
 
{

}

```

Ebben a Python-példában a B osztály továbbítja a foo metódustés az x property-t az a mezőben lévő objektumnak: ezek használata b-n (B példánya) ugyanaz, mint a b.a használata (A példánya, amelyhez ezek vannak továbbítva).
```
class
 
A
(
object
):

    
def
 
__init__
(
self
,
 
x
)
 
->
 
None
:

        
self
.
x
 
=
 
x

    
def
 
foo
(
self
):

        
print
(
self
.
x
)

class
 
B
(
object
):

    
def
 
__init__
(
self
,
 
a
)
 
->
 
None
:

        
self
.
a
 
=
 
a

    
def
 
foo
(
self
):

        
self
.
a
.
foo
()

    
@property

    
def
 
x
(
self
):

        
return
 
self
.
a
.
x

    
@x
.
setter

    
def
 
x
(
self
,
 
x
):

        
self
.
a
.
x
 
=
 
x

    
@x
.
deleter

    
def
 
x
(
self
):

        
del
 
self
.
a
.
x

a
 
=
 
A
(
42
)

b
 
=
 
B
(
a
)

b
.
foo
()
  
# Prints '42'.

b
.
x
  
# Has value '42'

b
.
x
 
=
 
17
   
# b.a.x now has value 17

del
 
b
.
x
  
# Deletes b.a.x.

```

### Szimpla
Ebben a Java-példában a Printer osztálynak van print metódusa. Ez a print metódus ahelyett, hogy maga végrehajtaná a kiíratást, a RealPrinter osztályú objektumnak továbbítja ezt. A külvilág számára úgy tűnik, hogy a Printer objektum végzi a kiíratást, de a RealPrinter objektum az, amely valójában a munkát végzi.
Az átirányítás egyszerűen valamilyen kötelességet ruház át valaki másra. Íme egy egyszerű példa:
```
class
 
RealPrinter
 
{
 
// the "receiver"

    
void
 
print
()
 
{
 

        
System
.
out
.
println
(
"Hello world!"
);
 

    
}

}

class
 
Printer
 
{
 
// the "sender"

    
RealPrinter
 
p
 
=
 
new
 
RealPrinter
();
 
// create the receiver

    
void
 
print
()
 
{

        
p
.
print
();
 
// calls the receiver

    
}

}

 

public
 
class
 
Main
 
{

    
public
 
static
 
void
 
main
(
String
[]
 
arguments
)
 
{

        
// to the outside world it looks like Printer actually prints.

        
Printer
 
printer
 
=
 
new
 
Printer
();

        
printer
.
print
();

    
}

}

```

### Komplex
A bonyolultabb eset a díszítő minta, amely interfészek használatával rugalmasabbá és típusbiztonságosabbá teszi a továbbítást. A "rugalmasság" itt azt jelenti, hogy a C-nek semmilyen módon nem kell utalnia A-ra vagy B-re, mivel a továbbítás váltása C-ből származik. Ebben a példában a C osztály továbbíthat minden osztályhoz, amely implementálja az I interfészt. A C osztály rendelkezik egy metódussal, hogy tudjon váltani a továbbítók között. Az implements kulcsszó javítva a típusbiztonságot, mivel minden osztálynak implementálnia kell a metódusokat amelyeket az interfész tartalmaz. A fő kompromisszum az több kódot jelent.
```
interface
 
I
 
{

	
void
 
f
();

	
void
 
g
();

}

 

class
 
A
 
implements
 
I
 
{

	
public
 
void
 
f
()
 
{
 
System
.
out
.
println
(
"A: doing f()"
);
 
}

	
public
 
void
 
g
()
 
{
 
System
.
out
.
println
(
"A: doing g()"
);
 
}

}

 

class
 
B
 
implements
 
I
 
{

	
public
 
void
 
f
()
 
{
 
System
.
out
.
println
(
"B: doing f()"
);
 
}

	
public
 
void
 
g
()
 
{
 
System
.
out
.
println
(
"B: doing g()"
);
 
}

}

 

// changing the implementing object in run-time (normally done in compile time)

class
 
C
 
implements
 
I
 
{

	
I
 
i
 
=
 
null
;

	
// forwarding

	
public
 
C
(
I
 
i
){
 
setI
(
i
);
 
}

	
public
 
void
 
f
()
 
{
 
i
.
f
();
 
}

	
public
 
void
 
g
()
 
{
 
i
.
g
();
 
}

 

	
// normal attributes

	
public
 
void
 
setI
(
I
 
i
)
 
{
 
this
.
i
 
=
 
i
;
 
}

}

 

public
 
class
 
Main
 
{

	
public
 
static
 
void
 
main
(
String
[]
 
arguments
)
 
{

		
C
 
c
 
=
 
new
 
C
(
new
 
A
());

		
c
.
f
();
	
// output: A: doing f()

		
c
.
g
();
	
// output: A: doing g()

		
c
.
setI
(
new
 
B
());

		
c
.
f
();
	
// output: B: doing f()

		
c
.
g
();
	
// output: B: doing g()

	
}

}

```

## Alkalmazások
A továbbítást számos tervezési mintában használják. A továbbítást közvetlenül több mintában használják:
- Felelősséglánc minta
- Díszítő/dekorátr minta: A díszítő objektum hozzáadja saját tagjait, majd továbbadja a díszített tárgyat.
- Helyettesítő/proxy minta

A továbbítás más mintákban is felhasználható, de a felhasználás gyakran módosul, például egy metódushívás egy objektumra több különféle metódus hívását eredményezi egy másikon:
- Illesztő/Adapter minta
- Híd minta
- Homlokzat/Facade minta

## Fordítás
- Ez a szócikk részben vagy egészben  a   Forwarding (object-oriented programming) című angol Wikipédia-szócikk ezen változatának fordításán alapul.  Az eredeti cikk szerkesztőit annak laptörténete sorolja fel. Ez a jelzés csupán a megfogalmazás eredetét és a szerzői jogokat jelzi, nem szolgál a cikkben szereplő információk forrásmegjelöléseként.